# Most kolejowy nad Parnicą
Most kolejowy nad Parnicą – most w Szczecinie nad Parnicą pomiędzy Kępę Parnicką a Zaleskimi Łęgami.
Jeden z dwóch (oprócz Mostu Kolejowego nad Odrą Zachodnią) na szlaku kolejowym pomiędzy dworcem Szczecin Główny a stacją Szczecin Port Centralny.
Most został wybudowany jako obrotowy, jego środkowa część obracała się na środkowym filarze. Nie było to rozwiązanie szczęśliwe - w I połowie XX w. odnotowano dwie katastrofy kolejowe polegające na spadnięciu pociągów do rzeki wskutek jazdy przy obróconym moście. Po przejęciu przez polskie władze most został unieruchomiony. Do dziś zachowała się jednak konstrukcja obrotowa pod środkowym filarem z zębatką i budką mostowego.